# Jacobus Buys
Jacobus Buys est un peintre et graveur néerlandais né le 19 novembre 1724 et mort le 7 avril 1801.

## Biographie
Fils de perruquier, il a étudié auprès de Cornelis Pronk, Jacob de Wit, et Cornelis Troost.

## Travaux
Il a peint des portraits, des bas-reliefs, des tapisseries, des illustrations pour des livres et il a également fait des copies des travaux des maîtres du xviie siècle.